# Steifblättriges Frauenhaar

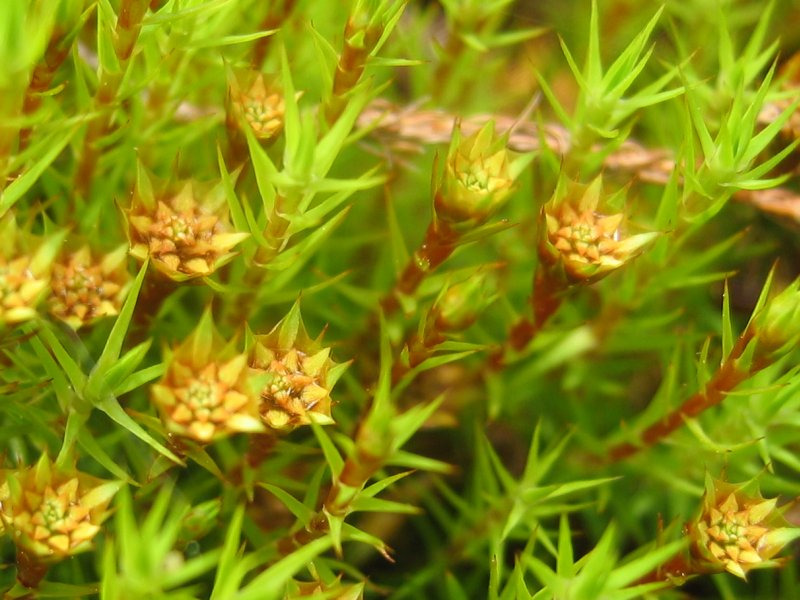
Männliche Pflänzchen mit gipfeligen Antheridienständen

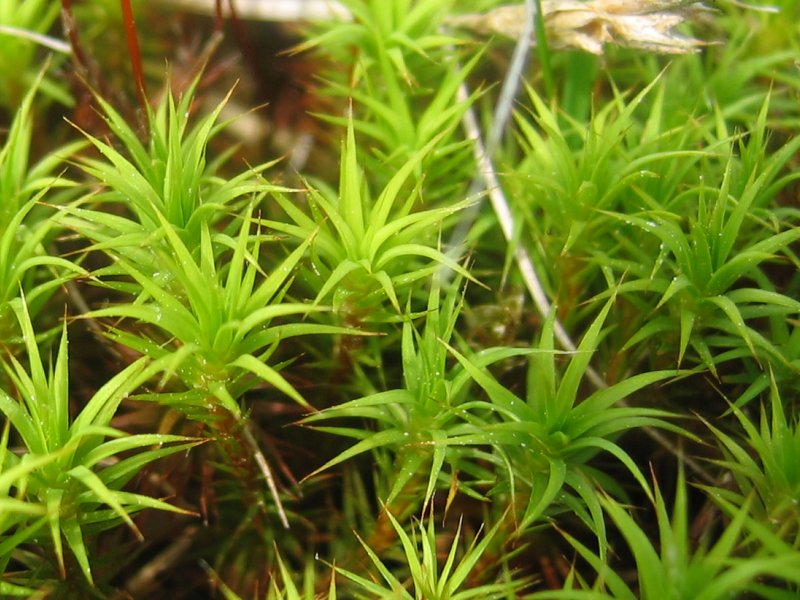
Weibliche Pflänzchen

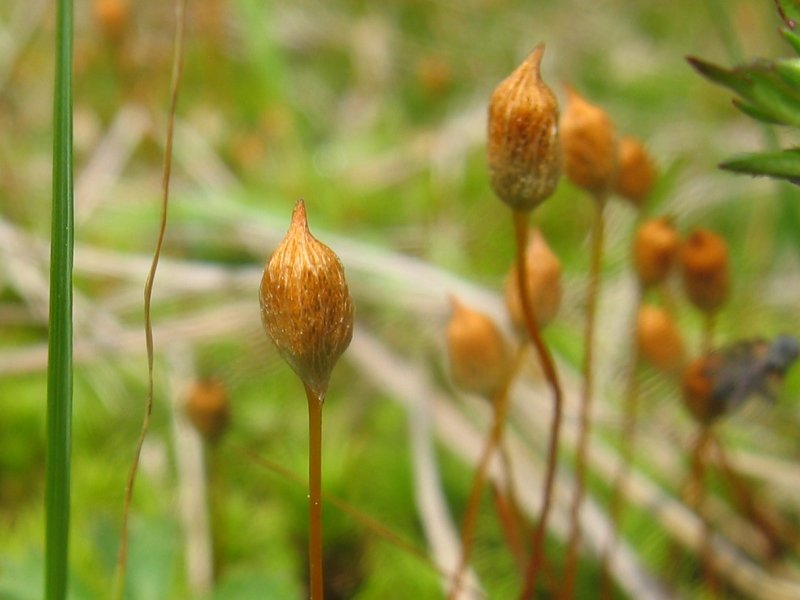
Sporogonen mit Kapseln, die noch die filzig-haarige Kalyptra tragen

Das Steifblättrige Frauenhaarmoos (Polytrichum strictum) ist ein Moos aus der Gattung der Widertonmoose.

## Verwendung
Das Moos wurde früher zur Herstellung von Bürsten und kleinen Hausbesen verwendet. Subfossile Funde deuten wohl zudem auf eine eventuelle rituelle Verwendung als Glücksbringer hin. Das Moos ist auch unter der deutschen Bezeichnung Steifblättriges Widertonmoos, wegen seiner Verwendung als Mittel gegen böse Geister, bekannt. Oft wurde mit ihm auch Häuserritzen verstopft, um böse Geister nicht hineinschlüpfen zu lassen. Das Moos spielt zudem eine wichtige Rolle in japanischen Moosgärten.

## Merkmale
Das Steifblättrige Frauenhaar bildet 10 bis 15 cm hohe, meist dichte Rasen. Es ist von anderen Widertonmoosen durch seinen weißlichen Rhizoidfilz gut zu unterscheiden. Die einfachen Stämmchen sind im trockenen Zustand dicht anliegend beblättert, im feuchten sind sie dagegen abstehend. Die ganzrandigen Blätter werden 4 bis 6 mm lang und weisen eine als Stachelspitze austretende Mittelrippe auf. Die Blattränder sind eingeschlagen.
Die 3 bis 8 cm lange Seta trägt eine etwa 3 mm lange Kapsel, die oft nur wenig länger als breit ist. Die Kapselhaube (Kalyptra) ist dicht- und langhaarig. Das Protonema ist äußerst kurzlebig.

## Bedeutung
Die männlichen Pflänzchen des diözischen Laubmooses bilden besondere gipfelige, schüsselförmige Antheridienstände aus, in denen sich Regenwasser sammelt. Am Grunde befinden sich kleine Kügelchen. Hierbei handelt es sich um die männlichen Geschlechtszellenbehälter, die im reifen Zustand aufplatzen und (männliche) Spermatozoide entlassen. Diese werden durch Regentropfen ausgespült oder bis 10 cm weit verspritzt. Sie schwimmen chemotaktisch angelockt zu den Eizellen in den (weiblichen) Archegonien. Die Schüsselchen können später auch „durchwachsen“ werden, so dass ein stockwerkartiger Aufbau entsteht. Junge Pflanzen wachsen so auf den älteren. Dadurch können die zahlreichen Pflanzen bis zu 0,5 m hohe Bulten ausbilden. Das Moos eignet sich zudem als starker Anzeiger für Austrocknung.
Innerhalb der Stängel findet die Leitung der Assimilate statt. Außerhalb lässt sich dagegen meist eine Wasserleitung über die kapillaren Räume zwischen den Blattscheiden finden. Durch Quellungsvorgänge können sogar noch bei abgestorbenen Pflänzchen Blattbewegungen möglich sein. Die chlorophyllhaltigen Lamellen der Blattrippe sind durch Wachseinlagerungen wasserabstoßend. In den Zwischenräumen der Lamellen wird dadurch Gasaustausch gefördert. Eine solch starke Differenzierung findet man sonst nur bei Blütenpflanzen.

## Vorkommen
Das Steifblättrige Frauenhaarmoos wächst besonders häufig auf anderen Torfmoosen in Hochmooren. Es besiedelt jedoch auch andere feuchte, boden- bzw. wassersaure, moorige Standorte. Es ist vom Flachland bis in die subalpine Stufe zu finden und fehlt nur selten in den größeren Mooren Mitteleuropas. Es besitzt eine holarktische Verbreitung und kommt disjunkt auch im subantarktischen Südamerika vor.